# Варагян, Мхитар Норикович
Мхитар Норикович Варагян (арм. Մխիթար Վարագյան, 27 июля 1966, Артик) — депутат парламента Армении.
- 1990—1995 — Московский институт пищевой промышленности. Инженер-технолог.
- 1990—1995 — директор ООО «Микро Стар».
- 1996—1999 — менеджер отдела снабжения, затем главный менеджер отдела снабжения.
- 1999—2001 — вице-президент в компании «Оптима трейд» (Алма-Ата, Казахстан).
- 2003—2007 — был депутатом парламента. Член постоянной комиссии по государственно-правовым вопросам. Член депутатской группы «Народный депутат».
- 12 мая 2007 — избран депутатом парламента. Беспартийный.

Женат, имеет двоих детей.